# Batalla de Tuyú Cué
La Batalla de Tuyú Cué fue un enfrentamiento ocurrido durante la Guerra de la Triple Alianza. Fue una emboscada preparada por el entonces teniente coronel Bernardino Caballero contra las vanguardias aliadas que estaban comandadas personalmente por Bartolomé Mitre el 11 de agosto de 1867. En esta batalla, vencieron los paraguayos.

## La Batalla
Entre la Fortaleza de Humaitá y Tuyutí existían algunos pasos claves en donde circulaban tanto aliados como paraguayos, transportando pertrechos y realizando comunicaciones. El más importante era el de Tuyú Cué. Los paraguayos pronto abandonaron la posición, dejándola a las anchas a los aliados, quienes a través de algunos bosques y cañadas transportaban suministros a través del citado campo.
El Mariscal Francisco Solano López decidió realizar una emboscada a los aliados descuidados, capturando sus pertrechos y causando el mayor daño posible. Al igual que en otras refriegas más importantes como la Batalla de Tuyutí (1867), el presidente paraguayo obtendría una victoria táctica limitada, pero sin mucho valor estratégico a largo plazo, fuera de causar algunos dolores de cabeza a los ejércitos de la Triple Alianza.
Bernardino Caballero fue el seleccionado, pues se había destacado en acciones de camuflaje y ocultamiento. Ordenó a sus hombres refugiarse en el mayor silencio, con algunos mosquetes y rifles antiguos, esperando a las tropas aliadas pasar con sus transportes. En la mañana del 11 de agosto, unos 1.000 hombres, brasileños y argentinos, entraron en el bosque sin saber lo que les esperaba. Cuando atravesaron las proximidades de las tropas guaraníes, totalmente camufladas entre el follaje, vieron zumbar las balas disparadas casi a quemarropa sobre ellos. Llenos de pánico, los brasileños abandonaron todo y dejaron a sus compañeros argentinos, quienes intentaron apearse y presentar batalla, pero el factor sorpresa fue crucial y no tuvieron la oportunidad de descubrir donde se encontraban los paraguayos. El general Bartolomé Mitre, quien se hallaba en el campamento de Tuyu Cué, escuchó el fragor de la batalla y trató un contraataque con las tropas que huyeron, desorganizadas. Pero los paraguayos ya habían causado su daño y se apoderaron de todos los transportes que cargaban los aliados en el paso.
Las bajas paraguayas fueron insignificantes, mientras que los aliados tuvieron 400 víctimas, entre muertos y heridos. Los periódicos de Paraguay, sin embargo, exageraron la noticia de la victoria, hablando de "500 cadáveres de macacos que ahora alimentan a los buitres y una similar cantidad de heridos", lo cual es poco creíble. No obstante, si es cierto que capturaron triunfalmente gran cantidad de provisiones.